# Дружба (гостиница, Выборг)
Гостиница «Дружба» — шестиэтажная трёхзвездочная гостиница в Выборге.
Расположена на Железнодорожной улице в центре города, на берегу Большого Ковша (набережная 40-летия ВЛКСМ) вблизи от Вокзальной площади с городским автовокзалом и железнодорожным вокзалом. Здание гостиницы считается одним из самых удачных сооружений советского времени в Выборге и включено в перечень памятников архитектуры.

## История
В ходе восстановления Выборга после Великой Отечественной войны место многих бывших отелей (таких, как «Бельведер» и «Рауха») заняли жилые дома, и большая часть городских гостиничных мест была сосредоточена в гостинице «Выборг», в послевоенный период являвшейся крупнейшим отелем не только города, но и всей Ленинградской области. В связи с развитием туристической отрасли в 1960-х годах появился проект строительства нового гостиничного корпуса на участке, примыкающем к гостинице «Выборг», но городская общественность воспрепятствовала сносу расположенного на этом месте памятника архитектуры — особняка Ф. И. Сергеева, и в итоге было принято решение о возведении здания гостиницы неподалёку от Вокзальной площади, по соседству с бывшей гостиницей «Hospiz».

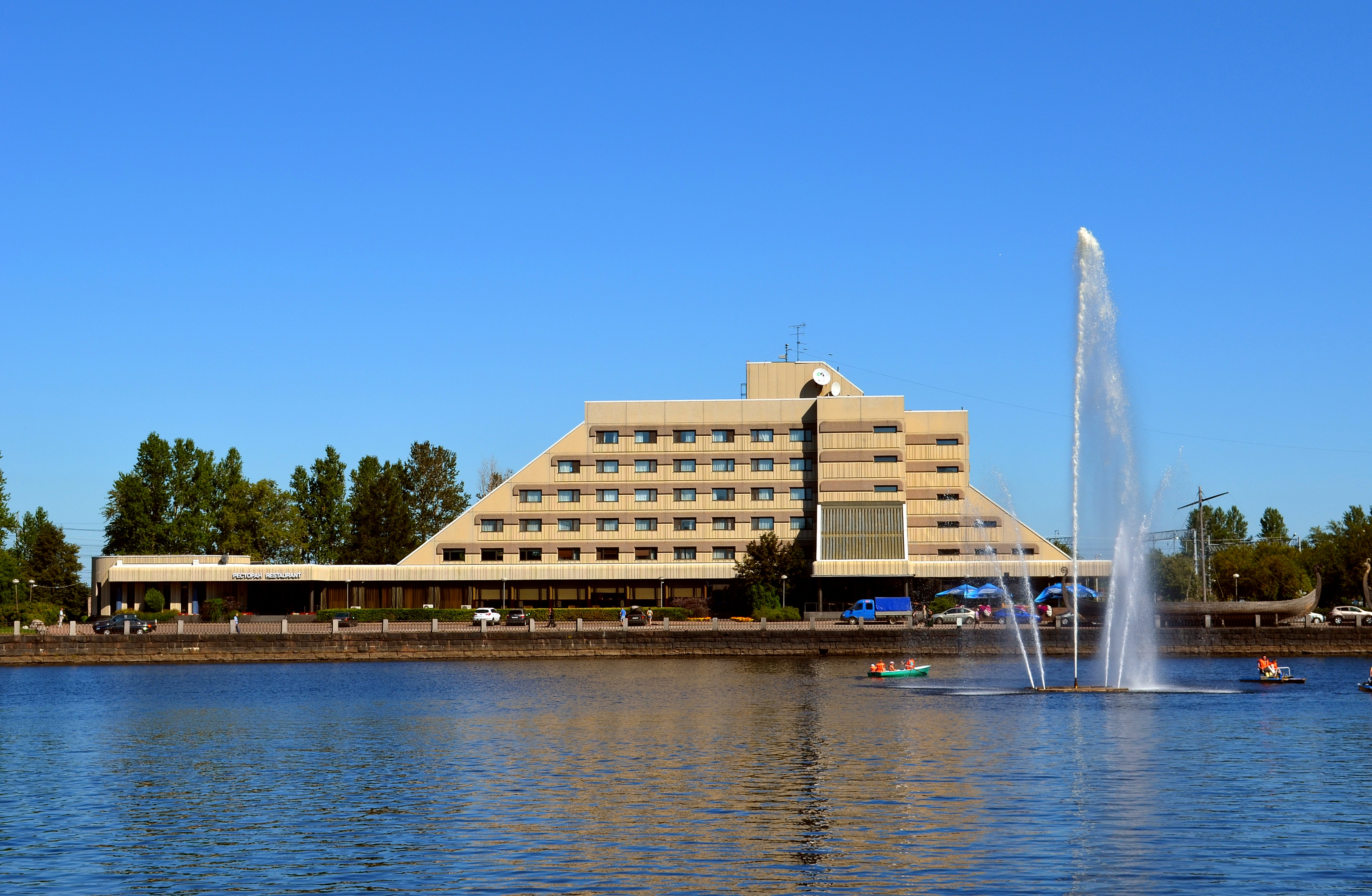
Вид со стороны Большого Ковша

Средства на строительство — 5 миллионов инвалютных рублей — были выделены при содействии министра внешней торговли СССР А. С. Патоличева. Модернистский проект здания отеля международного класса «Б» на 180 номеров был выполнен институтом «ЛенНИИпроект» под руководством заслуженного архитектора РСФСР В. Н. Щербина. Сохранились эскизы 1978 года, отражающие переход от идеи высокого прямоугольного здания к сложной композиции, состоящей из нескольких объёмов и напоминающей усечённую ступенчатую пирамиду. Отель включал ресторан (с помещениями банкетного зала, валютного бара, буфет-бара) на 350 человек, конференц-зал, а также «салон красоты» и сауну с бассейном. Гостиница построена в 1982 году по заказу Госкоминтуриста СССР финской фирмой «Перусюхтюмя», с финской стороны строительством занимался архитектор Илмо Вальякка. В качестве соавтора проекта упоминается также Л. К. Варшавская.

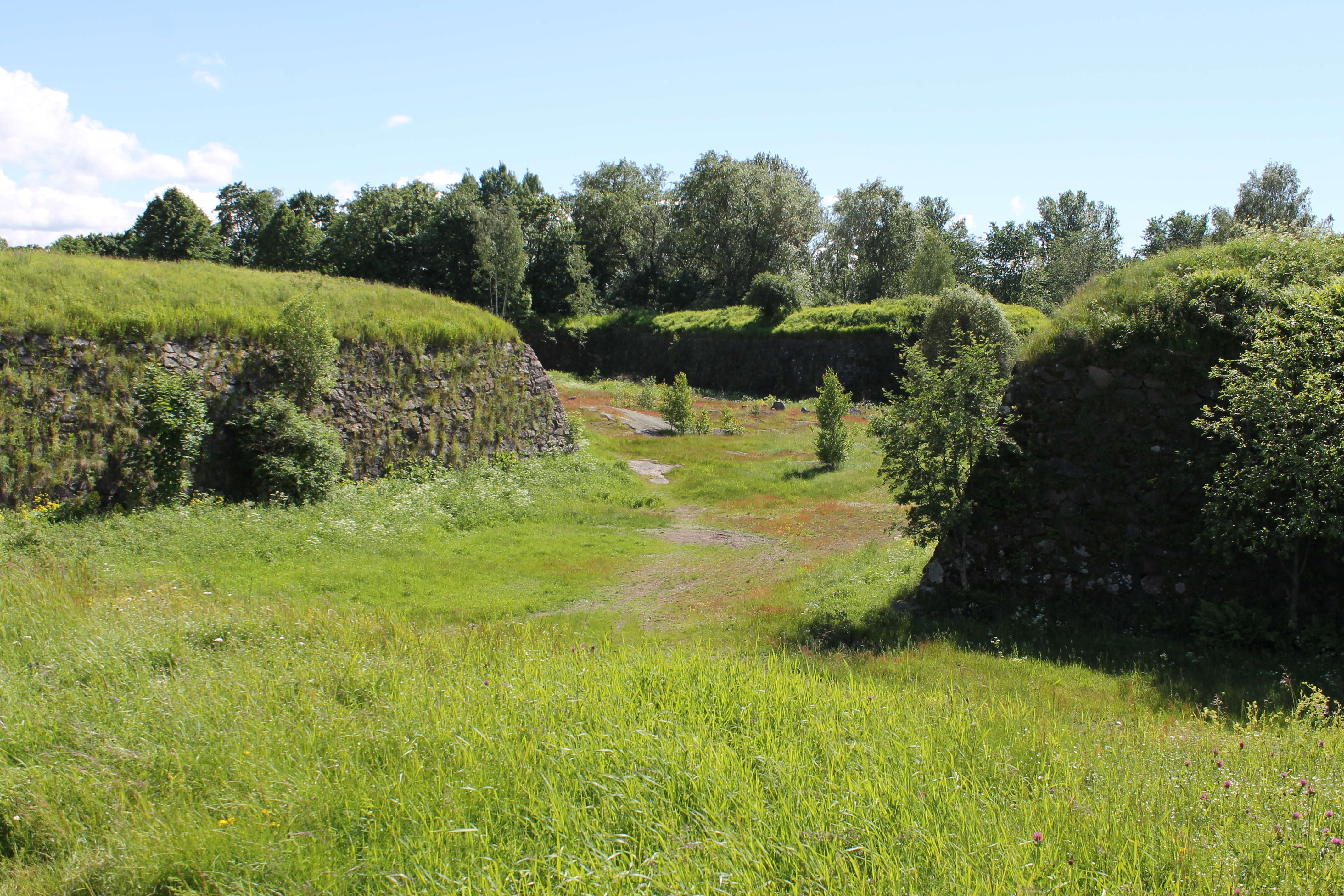
Куртины Аннинских укреплений

Гостиница, основными постояльцами которой долгое время были граждане Финляндии, получила название в знак политики добрососедства, проводившейся правительством этой страны. Помимо неё, советско-финской дружбе в Выборге посвящены также монумент Дружбы и мосты Дружбы (железнодорожный и автомобильный).
Все необходимые устройства и механизмы, а также мебель, текстиль и посуду поставила согласно контракту финская фирма-подрядчик. Она же осуществила обучение технического персонала. В гостинице установлены финские лифты «KONE TMS 200» (год выпуска 1981), которые функционируют и по сей день (после модернизации). Электротехнические работы осуществляла фирма Are, а установку сантехнического оборудования обеспечивала фирма Onninen. При строительстве и отделке интерьеров была использована не только современная техника, но и самые эффективные и практичные материалы того времени: мрамор, паркет, ковролин, текстильные обои. Престижным местом отдыха стал оригинально оформленный гостиничный ресторан с золочёными шарами на фоне синих «под замшу» стен и зеркальным потолком над танцплощадкой. 
Гостиница в форме многопалубного корабля хорошо вписалась в городской пейзаж, став одним из наиболее масштабных и интересных по архитектуре сооружений советского времени в Выборге. В дизайне и отделке фасада нашли отражение гранитные куртины соседних Аннинских укреплений. А при определённом солнечном освещении в зеркальных окнах гостиничного ресторана отражается Выборгский замок. 
В ходе торжественного открытия гостиницы советскими и финскими представителями на набережной 40-летия ВЛКСМ была заложена аллея Дружбы — заключительный этап формирования парка на побережье Большого Ковша. А по окончании съёмок историко-приключенческого фильма «И на камнях растут деревья» о событиях эпохи викингов, происходивших в IX веке, на набережной у гостиницы были установлены двадцатичетырёхметровые ладьи с резными головами драконов (копии древних драккаров), прообразом которых послужил Гокстадский корабль. Выборгские драккары превратились в визитную карточку города. Впоследствии, после организации кинофестиваля «Окно в Европу», многие из мероприятий которого проводятся в здании гостиницы, изображения ладей-драккаров стали частью фестивальной символики, что нашло отражение в эмблемах и призах фестиваля.
В 1998—1999 и 2008 годах проводились реконструкции гостиничного комплекса.